# Історія солевидобутку на Кінбурнському півострові

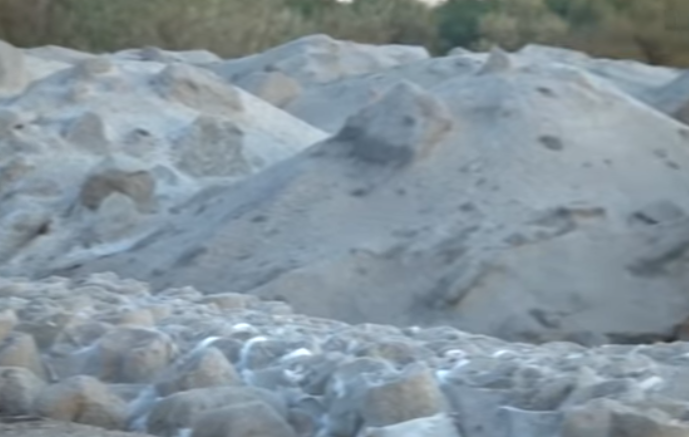
Сіль Кінбурна. 2021 рік.

Історія солевидобутку на Кінбурнському півострові починається в античні часи.

## Загальний опис
У V ст. до н. е. Геродот писав, що у гирлі Борисфену нагромаджується сама собою величезна кількість солі. Сіль настільки цінувалася, що за право володіти її запасами траплялись війни. Ольвія стала найбагатшим полісом Причорномор'я лише тому, що поряд був Аджигол, який давав ольвійським грекам сіль, а разом з нею і багатство.
У XVI ст. соляний промисел Запорозької Січі поступово перемістився на Кінбурнський півострів у «Прогної» — озера з солоною, занесеною з моря водою, які висихали, гноїлися й осаджували сіль, тому вона й називалась «прогнойною» або «запорозькою».
Згідно праці інженер-підполковника Томилова 1775 року «Топографическое описаніе доставшимся по мирному трактату оть Отоманськой порти во владьніе Россійськой имперіи землямъ»:
| «Солоних озер між кучугурами велика кількість, тільки всі малі і не у всіх кожного року сіль сідає. Сіль народжується в них не більше вершка, тому чистої зібрати неможливо, від цього вона має сіруватий колір, хоча за якістю така ж, як кримська. Збирають сіль від берега Чорного моря до половини ширини коси з Очакова турки, а від лиману – запорозькі козаки. Ширина мису між лиманом і Чорним морем, де сіль вибирають, не більш як 5 верст. Турки з моря підходять на суднах, стають від берега на відстані 3-4 верст, а для завантаження малі човни відправляють до берега, але і ті через мілину не доходять до берега метрів 100. Тому сіль по воді носили у мішках. Запорожці ж перевозять сіль човнами на правий беріг Дніпра ближче до Станіславого мису і солонців, іноді і в Січ, куди приїздять з Польщі купці, міняють на товари або на вино. У 1774 році сіль вибирали з 78 озер. Було вивезено 1000 волових волів.». |
Сьогодні у Геройському працює Геройський солепромисел.

## Цікаво
Видобуток солі у неглибоких солоних озерах, часто з'єднаних з морем, — аналогічний солевидобутку на Кінбурнському півострові, — описаний ще у «De Re Metallica» Георга Агріколи (1556 р.):
| Глибина басейну має бути помірною і його поверхня рівною, щоб усі води, висихаючи на сонці, перетворювалися на сіль. Для того щоб ґрунт басейну не всмоктав воду в себе, його слід покрити шаром першої ж здобутої солі. Здавна в багатьох місцях вдаються до обводнення басейнів морською водою. Не менш старим, але не таким уживаним способом є проведення в басейни солоних колодязних вод. За свідченням Плінія, у Вавилонії, а також у Каппадокії не тільки наповнювали басейни колодязною водою, а й проводили в них воду із солоних джерел. Звичайно, в теплих краях різного роду солоні води, у тому числі й озерні, проведені або влиті в такі басейни і висушуються на сонячній спеці, можуть перетворюватися на сіль. |